# تونی هی‌گارث
تونی هی‌گارث (انگلیسی: Tony Haygarth؛ ‏۴ فوریهٔ ۱۹۴۵ - ۱۰ مارس ۲۰۱۷) بازیگر تئاتر، سینما و تلویزیون اهل بریتانیا بود.

## گزیدهٔ نقش‌آفرینی‌ها
- فرار مرغی (۲۰۰۰)
- گرفته شده از دریا (۱۹۹۷)
- شارپ (۱۹۹۳)
- اندکی فراست (۱۹۹۲)
- یک ماه در کشور (۱۹۸۷)
- آیوانهو (۱۹۸۲)
- دراکولا (۱۹۷۹)